# Stara synagoga w Baranowie Sandomierskim
Stara synagoga w Baranowie Sandomierskim – nieistniejąca obecnie synagoga w Baranowie Sandomierskim powstała w 1742 r. zastępując dotychczasową bóżnicę. Przypuszczalnie została rozebrana w XIX w. w związku z budową nowej murowanej synagogi. Mieściła się najpewniej na północ od rynku, w miejscu w którym wybudowano nową synagogę.